# Chiesa di San Francesco d'Assisi (Belo Horizonte)
La chiesa di San Francesco d'Assisi (in portoghese:igreja de Sao Francisco de Assis, comunemente conosciuta come igreja da Pampulha) è una chiesa nel quartiere di Pampulha, nella città di Belo Horizonte, nello Stato di Minas Gerais, Brasile sudorientale. Il progetto architettonico della chiesa è di Oscar Niemeyer, mentre il calcolo strutturale dell'ingegnere brasiliano Joaquim Cardozo. È considerata il primo monumento architettonico moderno in Brasile.

## Storia
Nel 1940 Niemeyer incontrò Juscelino Kubitschek de Oliveira, sindaco di Belo Horizonte, il quale voleva sviluppare un nuovo quartiere a nord della città nella zona di Pampulha. Kubitschek commissionò a Niemeyer il disegno di una serie di edifici, noti in seguito come il "complesso Pampulha". Il primo monumento moderno in Brasile fu così proprio la chiesa di San Francesco d'Assisi, completata nel 1943. Niemeyer dichiarò di essersi ispirato all'affermazione del poeta francese Paul Claudel: «Una chiesa è hangar di Dio sulla terra». Il progetto ricevette l'acclamazione internazionale durante l'esibizione del 1943 sul tema Edifici brasiliani, al Museo d'arte moderna di New York (MoMA). Tuttavia Antônio dos Santos Cabral, arcivescovo di Belo Horizonte, rifiutò di consacrare la chiesa in parte per la sua forma non ortodossa e da lui considerata inadatta per scopi religiosi, in parte per la pittura murale dell'altare, dipinta da Candido Portinari, che ritraeva Cristo come il salvatore di matti, poveri ed eretici. Solo nell'aprile del 1959 la chiesa è stata consacrata dall'arcivescovo coadiutore João Rezende Costa, che riconosceva l'interesse artistico ed il significato spirituale dell'edificio.
La chiesa di Pampulha è registrata presso l'Istituto del patrimonio storico e artistico nazionale (Iphan) e presso l'Istituto del patrimonio storico e artistico dello Stato di Minas Gerais (Iepha/MG).